# Sueviota aethon
Sueviota aethon (лат.) — вид лучепёрых рыб рода Sueviota из семейства бычковые (Gobiidae). Обнаружен в небольших пещерах на глубине от 10 до 53 метров у побережья кораллового архипелага в Красном море около Саудовской Аравии.

## Этимология
Вид назван в честь Этона — одного из четырёх коней, запряжённых в колесницу древнегреческого бога солнца Гелиоса. Ранее другой сходный вид рода Sueviota (Sueviota pyrios) был назван также по имени одного из коней четвёрки Гелиоса. Предложенное название на английском языке (Grumpy dwarf goby — «сердитый карликовый бычок») — связано с его явно сердитым и недовольным видом, в первую очередь из-за крайне вздёрнутого положения рта.

## Описание
Рыбы небольшого размера (длина около двух сантиметров) с относительно крупными острыми зубами, а рыло отличается «устрашающим выражением». Основная окраска красноватая и желтовато-оранжевая. Ранее неизвестные рыбы были обнаружены в небольших пещерах на глубине от 10 до 53 метров у побережья кораллового архипелага Фарасан в Саудовской Аравии (19—22°N, 38—40°E).
Характеризуется следующим сочетанием признаков: отсутствие цефалических сенсорно-канальных пор; спинной плавник VI—I, 8 или I, 9 без нитевидных шипов; анальный плавник I, 7 или I, 8; брюшной плавник I, 5, лучи 1—4 разветвлённые, пятый луч неразветвлённый или с двумя ветвями, удлинённый (77—88 % от четвёртого) и уплощённый к кончикам, если неразветвлённый, четвёртый луч самый длинный.